# Henryk Zygalski
Henryk Zygalski, né le 15 juillet 1908 à Poznań et mort le 30 août 1978 à Liss, est un mathématicien et cryptologue polonais de l'université de Poznań et de Biuro Szyfrów, bureau du chiffre des renseignements polonais.

## Biographie

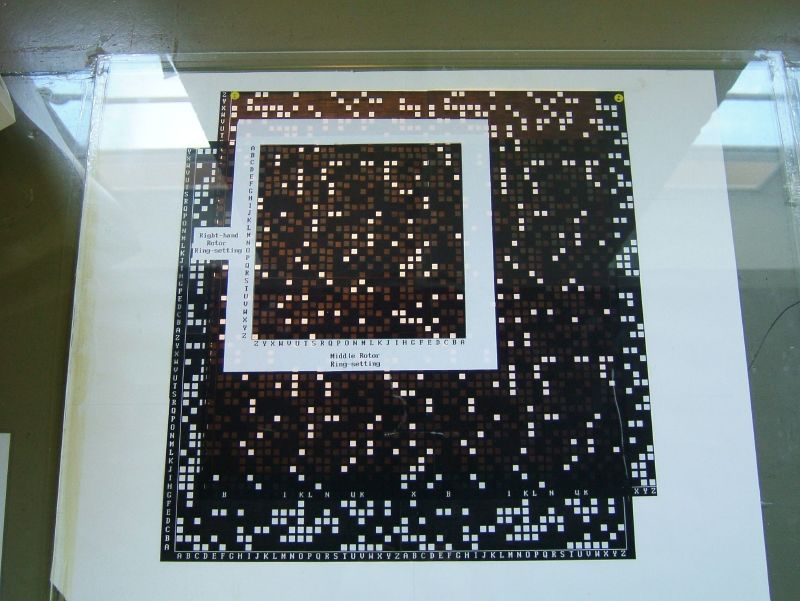
Exemple de « feuille de Zygalski »

En janvier 1933, avec Marian Rejewski et Jerzy Różycki, Zygalski pénètre la machine Enigma dont ils ont construit une copie.
Après octobre 1939, Zygalski réfugié en France travaille au PC Bruno, puis au PC Cadix. En janvier 1943, il passe en Espagne avec Rejewski. Mis en prison, les deux fugitifs sont relâchés le 4 mai. Après deux mois d'errance en Espagne et au Portugal, ils passent en Angleterre où tous deux sont relégués à la station d'interception de Felden, près de Boxmoor.
Après la Seconde Guerre mondiale, Zygalski reste en Grande-Bretagne, professeur de mathématiques à l'université de Surrey.